# Antonio Rosario Mennonna
Antonio Rosario Mennonna (* 27. Mai 1906 in Muro Lucano, Provinz Potenza, Italien; † 6. November 2009 ebenda) war römisch-katholischer Bischof von Nardò. Er war zuletzt der zweitälteste lebende Bischof der römisch-katholischen Kirche.

## Leben
Mennonna studierte am Erzbischöflichen Seminar in Benevento und Philosophie und Theologie am Päpstlichen Priesterseminar von Posillipo. Er empfing die Priesterweihe am 12. August 1928 durch den Erzbischof von Muro Lucano, Giuseppe Scarlata, und absolvierte anschließend ein Promotionsstudium der klassischen Literaturwissenschaften an der Universität Neapel Federico II. Er war als Priester in Apulien tätig und unterrichtete am Priesterseminar von Potenza. Er war Rektor des Gymnasiums von Muro Lucano.
1955 wurde er von Papst Pius XII. zum Bischof des Bistums Muro Lucano, ab 1986 Erzbistum Potenza-Muro Lucano-Marsico Nuovo, ernannt. Die Bischofsweihe spendete ihm am 13. März 1955 der Bischof von Acerenza, Domenico Picchinenna; Mitkonsekratoren waren Matteo Guido Sperandeo, Bischof von Calvi e Teano, und Augusto Bertazzoni, Erzbischof von Potenza e Marsico Nuovo.
1962 folgte die Ernennung zum Bischof des Bistums Nardò-Gallipoli durch Papst Johannes XXIII. Er nahm am allen Sitzungsperioden des Zweiten Vatikanischen Konzils teil und war verantwortlich für die Gründung von 13 eigenständigen Pfarreien; er ließ 23 Kirchen bauen und die Kathedrale Santa Maria Assunta von Nardò (ab 1980 Basilika) restaurieren. Seinem Rücktrittsgesuch wurde von Papst Johannes Paul II. 1983 stattgegeben.
2008 veröffentlichte er sein Werk Dialoghi con personaggi dell'antica Roma (Dialoge mit Personen des antiken Rom).

## Ehrungen und Auszeichnungen
- Goldmedaille für Verdienste um das italienische Bildungswesen (Benemeriti della cultura e dell'arte) durch den Präsidenten der Republik Italien, Giuseppe Saragat (1965)
- Commendatore des Verdienstordens der Italienischen Republik (1979)
- Großoffizier (Grande ufficiale) des Verdienstordens der Italienischen Republik (2006)
- „Schlüssel“ der Stadt Nardò (2006)
- Ehrenbürgerwürde von Copertino (2006)

## Schriften
- I dialetti gallitalici della Lucania. Mario Congedo Editore, 1987, ISBN 8877863323.
- Dialoghi con personaggi dell'antica Roma. Mario Congedo Editore, 2008.